# Турје (Храстник)
Турје (словен. Turje) је насељено место у општини Храстник, Засавска регија, Словенија.

## Историја
До територијалне реорганизације у Словенији било је у саставу старе општине Храстник.

## Становништво
У попису становништва из 2011. године, Турје је имало 281 становника.
| Број становника према пописима | Број становника према пописима | Број становника према пописима |
| ------------------------------ | ------------------------------ | ------------------------------ |
| 1991                           | 2002                           | 2011                           |
| 229                            | 273                            | 281                            |

Напомена: До 1955. исказивано под именом Свети Штефан.